# Hagenmühle (Bretten)
Die Hagenmühle ist eine ehemalige Wassermühle und ein Wohnplatz auf der Gemarkung Bauerbach, seit 1972 ein Stadtteil von Bretten im Landkreis Karlsruhe in Baden-Württemberg. Die Hagenmühle liegt zweieinhalb Kilometer nordnordöstlich von Bauerbach am linken Kraichbachufer.
Der Ort ist über die Landesstraße L 554 zu erreichen.
Die Hagenmühle war wahrscheinlich eine schon um 1100 an das Kloster Hirsau gegebene Mühle. 